# Евгений Замятин
Евге́ний Ива́нович Замя́тин (роден на 20 януари 1884 г., Лебедян, Тамбовска губерния – починал на 10 март 1937 г., Париж) е руски писател, критик и публицист.

## Биография
Бащата на Евгений Замятин е православен свещеник, а майка му – пианистка.
От 1893 до 1896 г. Замятин учи в Лебедянската гимназия, след това завършва със златен медал гимназия във Воронеж през 1902 г. Записва се в Корабостроителния факултет на Санктпетербургския политехнически институт. Става социалдемократ (болшевик) през 1906 година и взима участие в живота на революционната студентска младеж. Там среща бъдещата си жена Людмила Николаевна Усова (1883-1965).
През лятото на 1905 г. при връщането си от пътуване до Египет през Одеса става свидетел на въстанието на броненосеца „Князь Потёмкин-Таврический“. През 1906 г. Замятин е арестуван и насилствено върнат в Лебедян. Същата година нелегално се връща в Санкт Петербург и завършва института.
По време на Първата световна война Замятин публично обявява своята антивоенна позиция, за което през 1914 г. е осъден и изпратен в Кем. През март 1916 г., след излежаването на присъдата, Замятин е командирован във Великобритания за участие в строителството на руски ледоразбивачи на стапелите на Нюкасъл, Глазгоу и Сандърленд; живее и в Лондон. Той е сред проектантите на ледоразбивача „Святой Александр Невский“, получил след Октомврийската революция името „Ленин“. През септември 1917 г. Замятин се връща в Русия.
По време на Гражданската война в Русия, оставайки убеден социалист, Замятин критикува политиката на болшевишкото правителство. През март 1919 г. заедно с много други известни творци (Александър Блок, Алексей Ремизов, Р. В. Иванов-Разумник, К. С. Петров-Водкин) е арестуван по време на предизвиканите от левите есери работнически вълнения в заводите на Петроград.
След публикацията на съкратената версия на романа „Ние“ през 1929 г. в емигрантския печат Замятен е изхвърлен от Съюза на писателите на СССР и на практика му е забранено да публикува. Тогава той пише писмо до Сталин с молба да му разреши да напусне страната, на което получава положителен отговор. През 1934 г., вече емигрант, той отново е приет в Съюза на писателите на СССР – безпрецедентно дотогава. През 1935 г. участва в антифашисткия Конгрес на писателите в защита на културата като член на съветската делегация.
Замятин умира на 10 март 1937 г. в Париж. Погребан е в парижкото гробище в Тие.

## Творчество
През 1908 г. Замятин напуска партията и пише първия си разказ „Сам“. След 2 години начинаещият автор преподава в корабостроителния факултет, работи като инженер и заедно с това завършва разказа „Момичето“. През 1911 г. е изселен от Петербург и принуден да живее в Лахта, където пише първата си повест „Окръг“. Това произведение привлича вниманието на писатели като Максим Горки. „На края на света“ – следващата повест на Замятин – също получава висока оценка от критиците, но е иззета.
През пролетта на 1916 г. инженер Замятин е командирован във Великобритания, където пише „Островитяни“ и „Ловец на хора“. Връщайки се, организира групата от млади писатели „Серапионови братя“. Членове на тази група са Михаил Зошченко, Константин Федин, Всеволод Иванов, Вениамин Каверин, Николай Тихонов и др. След революцията Замятин отпечатва повестта „На края на света“, която е била забранена преди това.
През 1920 – 1921 г. под влиянието на фантаста Хърбърт Уелс Замятин работи над романа „Ние“, който се превръща в най-значимата му творба. За решението да напише романа повлиява утопията, написана от идеолозите на Пролеткулта Александър Богданов и Алексей Гастев. Този роман повлиява върху целия жанр на антиутопията, върху всички по-късни образци на жанра – романите „1984“ (публикуван през 1949 г.) на Джордж Оруел, „451 градуса по Фаренхайт“ (1953) на Рей Бредбъри и „Прекрасният нов свят“ (1932) на Олдъс Хъксли. На руски „Ние“ излиза през 1952 г. в Ню Йорк в издателство „Чехов“, а в Русия за първи път – едва през 1988 г.
Следващите произведения на Замятин, сред които са и няколко пиеси, не са допуснати от съветската власт да видят бял свят. През 1931 г. с помощта на Максим Горки на Замятин е разрешено да замине зад граница. Той се установява в Париж и продължава да работи над разказите и киносценариите си (пише например в съавторство с Жак Компанез сценарий за филма на Жан Реноар „На дъното“). До самата си смърт Замятин изпитва силна носталгия по родината си.

## На български
- Ние. – В: Черно слънце (сборник). София: Народна култура, 1990.
- Ние. София: Фама, 2007, 174 с. (ISBN 978-954-597-300-0)